# Lembecksburg
Die Lembecksburg ist eine abgegangene Ringwallanlage im Gemeindegebiet von Borgsum nördlich des namensgebenden Dorfs auf der nordfriesischen Insel Föhr in Schleswig-Holstein.

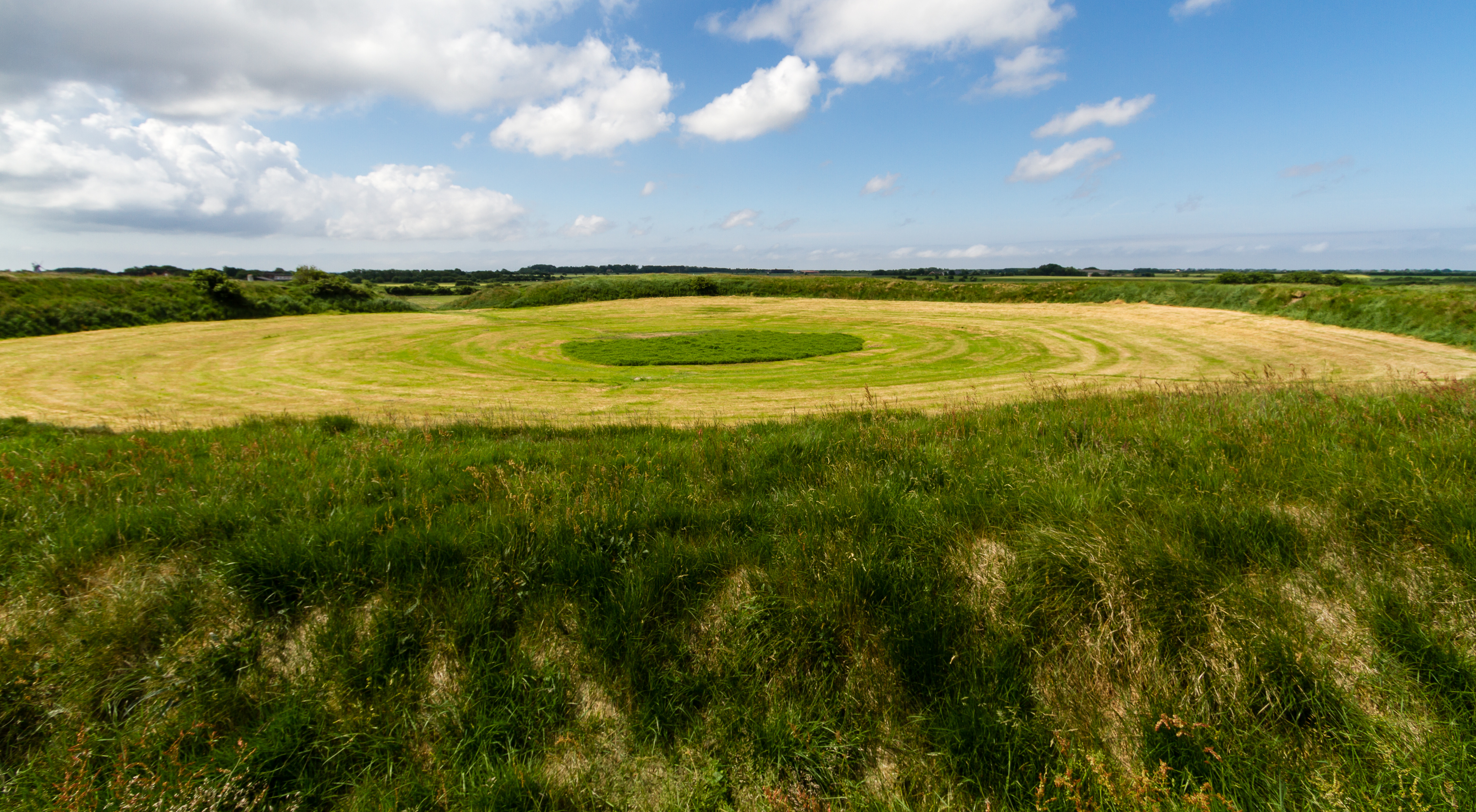
Die Lembecksburg

## Anlage
Das Bodendenkmal befindet sich am Geestrand und ist kreisförmig; sein Durchmesser beträgt rund 95 Meter. Die Höhe wird mit acht bis zehn Metern angegeben. Im Süden des Kreises befindet sich der Zugang. Außer durch den markanten Wall wurde die Burg durch ein Sumpfgebiet im Norden und einen Burggraben beschützt, der heutzutage nur noch teilweise erhalten ist. Auf dem Wall befand sich eine Palisade.

## Ausgrabungen und Datierung
Bei Ausgrabungen in den 1950er Jahren fanden sich Keramikscherben aus der Jungsteinzeit und aus der Eisenzeit, ein Hinweis darauf, dass schon vor den Friesen, die die Insel etwa im 7. Jahrhundert in Besitz nahmen, Menschen auf Föhr gelebt hatten. Da die meisten Funde jedoch aus der Zeit der Wikinger stammten, wurde die Burg auf das 10./11. Jahrhundert datiert. Die Ausgrabungen haben bisher nur einen so kleinen Abschnitt der Befestigungen freigelegt, dass über die innere Bebauung und die Wallkonstruktion nur spärliche Auskünfte gegeben werden können. In der Lembecksburg hat man in einem Abschnitt wenigstens vier radial angeordnete einfache Sodenwandhäuser entdeckt, die nahe am Wallfuß lagen und deren Giebeltüren sich auf einen gepflasterten Weg öffneten. Die radiale Anordnung der Häuser scheint nicht in allen Perioden üblich gewesen zu sein, obgleich die im Schutz des Walles gelegene Randzone der Burg wahrscheinlich von Anfang an bebaut war. Die Häuser besaßen hölzerne Dächer. Neben den Häusern befand sich ein Brunnen zur Wasserversorgung.
Aufgrund einer Neudatierung der Archsumburg auf Sylt, die bis Ende der 1970er Jahre ebenfalls als mittelalterlich angesehen wurde, in die römische Kaiserzeit vermutete der Prähistoriker Gerhard Mildenberger, dass eventuell auch die Lembecksburg mit ihren radial angeordneten Häusern und die Sylter Tinnumburg als eisenzeitlich eingeordnet werden müssen.
Die geborgene Keramik gehört zur Nordseegruppe. Doch wurde auch „Pingsdorfware“ als Import geborgen. Die Fundmenge ist nicht umfangreich. Die Metallfunde und die Gegenstände aus anderem Material sind atypisch. 
Ein typologischer Zusammenhang der Burgform besteht mit den Regionen der südlichen Nordseeküste. Vielleicht waren die Inseln ein Teil von Göttriks Reich, von dem nur die Südgrenze am Danewerk fassbar ist. Er wird keine unbekannte Burgenform auf den Inseln eingeführt haben. Anlagen dieser Art sind in Dänemark nicht anzutreffen. Es gab im 9. Jahrhundert politische Verbindungen zwischen der nordfriesischen Küste und Friesland. Die Fuldaer Annalen berichten, dass der Normanne Rorik zugleich karolingischer Lehnsmann in Friesland und dänischer Lehnsmann im Land „zwischen Eider und dem Meer“ gewesen sei. Der Burgwall entwickelte sich, wie die meisten niederdeutschen Burgen des Mittelalters, nicht zu einer Siedlung.

## Namensherkunft
Der Name der Burg soll auf den Ritter Klaus Lembeck (dänisch: Claus Limbek) zurückgehen. Dieser lebte im 14. Jahrhundert, war Amtmann der Harde Westerlandföhr und zugleich einer der Hauptleute der Opposition gegen König Waldemar IV. von Dänemark. Ein Heer Waldemars belagerte Lembeck angeblich in dieser Burg. Nachdem sich die Friesen von Föhr und den anderen Inseln dem König angeschlossen hatten, war Lembeck gezwungen zu fliehen. Anderen Quellen zufolge setzte Klaus Lembeck, der die Burg Törning (dänisch: Tørning) bei Hadersleben (dänisch: Haderslev) bewohnte und die Troyburg (dänisch: Trøjborg) bei Tondern besaß, jedoch nie selbst einen Fuß auf Föhr, sondern erst sein Sohn und Amtsnachfolger Henneke Limbek.